# 1 Thing
«1 Thing» — песня американской певицы Амери, вышедшая 18 января 2005 года на лейблах Columbia в качестве второго международного сингла из её второго студийного альбома Touch (2005). Песня, написанная Амери и Ричем Харрисоном и спродюсированная последним, написана под влиянием ритмов Go-go-фанка и содержит заметный сэмпл фанковой записи группы The Meters 1970 года «Oh, Calcutta!», написанной Стэнли Уолденом. В тексте песни речь идёт о неопознанной «вещи», которая подпитывает романтическое влечение.
Песня была выпущена в качестве ведущего сингла альбома 18 января 2005 года и является единственным синглом из саундтрека к романтической комедии 2005 года «Правила съёма: Метод Хитча». Песня «1 Thing» получила положительные отзывы критиков и заняла восьмое место в американском хит-параде Billboard Hot 100 и четвёртое место в Великобритании, став первым синглом Амери, вошедшим в топ-10. Его релизы для цифрового скачивания и рингтонов получили золотые сертификаты Американской ассоциации звукозаписывающей индустрии (RIAA). В ремиксе на «1 Thing» участвует рэперша Ив.
Песня принесла Амери номинацию на премию «Грэмми» 2006 года в категории «Лучшее женское R&B-вокальное исполнение», а также была номинирована на премию Teen Choice Awards 2005 года в категории «Лучший R&B/хип-хоп трек». Позже она была названа 22-й и 25-й лучшей песней десятилетия 2000-х годов журналом Rolling Stone и критиком Робертом Кристгау, соответственно.

## Отзывы
Песня «1 Thing» получила признание музыкальных критиков. В своей рецензии на «Touch» Rolling Stone назвал песню «ранним претендентом на звание песни лета», а также признал её синглом номер один 2005 года. Pitchfork отметил, что Харрисон «знает толк в духовых инструментах, больших славных восходящих небесных гимнических горнах» и «барабанах, огромных потных буйных барабанах второй линии старой школы Клайда Стабблфилда». AllMusic назвал «1 Thing» «такой же захватывающей», как «Oh, Calcutta!», за то, что она «[бьёт] по всем местам от беспредельной радости».

### Итоговые списки
Песня заняла второе место после «Gold Digger» Канье Уэста в списке Pazz & Jop 2005 года, опросе нескольких сотен музыкальных критиков, проведённом Робертом Кристгау. Журнал Blender поместил «1 Thing» на 191 место в списке «500 величайших песен с тех пор, как вы родились». Он похвалил «каскадные барабаны… и бешеный вокал Амери». Назвав песню «чертовски умным ходом — обернуть идеальный поп вокруг вопроса, который остаётся открытым всю ночь», Pitchfork назвал её вторым лучшим синглом 2005 года после «Hope There’s Someone» Antony and the Johnsons. Песня заняла 32-е место в рейтинге 500 лучших песен 2000-х годов по версии Pitchfork, а издание включило «1 Thing» в свой сборник The Pitchfork 500. Кристгау назвал её 25-й лучшей песней 2000-х. Бьорк также назвала её лучшей: «Best! Song! Ever!».

### Награды и номинации
Песня принесла Амери номинацию на премию «Грэмми» 2006 года в категории «Лучшее женское R&B-вокальное исполнение», но уступила песни «We Belong Together» Мэрай Кэри. Также песня была номинирована на премию Teen Choice Awards 2005 года в категории «Лучший R&B/хип-хоп трек».

## Музыкальное видео, каверы и использование в медиа
Клип на песню «1 Thing», снятый Крисом Робинсоном и Амери, показал публике сексуальную сторону певицы. В нём основное внимание уделяется её танцевальным номерам, в которых она предстаёт в роли танцовщицы go-go в различных декорациях, перебитых кадрами из фильма «Хитч». Амери выступила сорежиссёром клипа вместе с Крисом Робинсоном после того, как обратилась к нему с концепцией клипа. Они снова сотрудничали, снимая клип на следующий сингл, «Touch».
Лорин Хилл использовала «1 Thing» во второй и последней частях песни «Doo Wop (That Thing)» во время живых выступлений. Британская поп-группа Girls Aloud использовала песню в качестве интерлюдии при исполнении своего сингла 2004 года «Love Machine» во время тура Chemistry 2006 года. Участник Foo Fighters музыкант Дэйв Грол показал видео на «1 Thing» во время 24 Hours of Foo, в сегменте, в котором каждый участник группы представил одну песню, которую он считает своим «guilty pleasure». Альтернативная рок-группа Elbow исполнила песню в комедийной манере во время выступления в августе 2005 года на BBC Radio 1 Live Lounge. Песня «1 Thing» была использована в караоке-игре SingStar R&B для PlayStation 2. Норвежская певица и автор-исполнитель из Швеции Ане Брун исполнила песню в акустическом стиле в своём альбоме Rarities 2013 года. Кавер-версия песни британского дуэта Peter and Kerry звучит в альбоме Late Night Tales: Bonobo. Ирландский автор-исполнитель Хозиер исполнял «1 Thing» во время концертов в 2014 и 2015 годах.

## Список треков
| - UK and European CD single 1. «1 Thing» (радио версия) — 4:02 2. «1 Thing» (радио версия при участии Ив) — 3:34 - UK and European enhanced maxi-single 1. «1 Thing» (радио версия) — 4:02 2. «1 Thing» (при участии B.G.) — 4:13 3. «Talkin' to Me» (Mark Ronson Sunshine remix — no loop) — 3:06 4. «1 Thing» (интрументальная версия) — 3:59 5. «1 Thing» (видео) — 4:01 | - US 12-inch single A1. «1 Thing» (альбомная версия) — 4:01 A2. «1 Thing» (интрументальная версия) — 3:59 A3. «1 Thing» (a cappella) — 3:55 B1. «1 Thing» (ремикс прри участии Eve) — 4:13 B2. «1 Thing» (ремикс прри участии B.G.) — 4:13 |

## Чарты
| Чарт (2005)                                | Высшая позиция |
| ------------------------------------------ | -------------- |
| Австралия (ARIA)                           | 13             |
| Австралия (ARIA Urban)                     | 7              |
| Австрия (Ö3 Austria Top 40)                | 54             |
| Бельгия/Фландрия (Ultratop 50)             | 16             |
| Бельгия/Валлония (Ultratip Bubbling Under) | 5              |
| Дания (Tracklisten)                        | 9              |
| Европа (European Hot 100 Singles)          | 13             |
| Финляндия (Suomen virallinen lista)        | 5              |
| Франция (SNEP)                             | 35             |
| Германия (GfK)                             | 34             |
| Ирландия (IRMA)                            | 6              |
| Нидерланды (Dutch Top 40)                  | 14             |
| Нидерланды (Single Top 100)                | 12             |
| Новая Зеландия (Recorded Music NZ)         | 12             |
| Норвегия (VG-lista)                        | 10             |
| Шотландия (OCC Scotland)                   | 5              |
| Швеция (Sverigetopplistan)                 | 30             |
| Швейцария (Schweizer Hitparade)            | 28             |
| Великобритания (OCC UK Singles)            | 4              |
| Великобритания (OCC UK Hip Hop/R&B)        | 1              |
| США Billboard Hot 100 (Billboard)          | 8              |
| США Hot R&B/Hip-Hop Songs (Billboard)      | 1              |
| США Pop 100 (Billboard)                    | 28             |
| США Rhythmic (Billboard)                   | 13             |

## Сертификации
| Регион | Сертификация | Продажи  |
| --- | ------------ | -------- |
| Великобритания (BPI) | Платиновый   | 600 000  |
| США (RIAA) | Золотой      | 500 000^ |
| ^ Данные о тиражах приведены только на основе сертификации. · Данные о продажах + прослушиваниях приведены только на основе сертификации. |              |          |